# Saint-Martin-du-Tertre, Val-d'Oise
Saint-Martin-du-Tertre là một xã ở tỉnh Val-d’Oise, thuộc vùng Île-de-France ở miền bắc nước Pháp.